# Lanová dráha Špičák – Pancíř
Visutá lanová dráha Špičák – Hofmanova Bouda – Pancíř je dvouúseková osobní sedačková lanovka vedoucí na vrchol Pancíř na Šumavě, poblíž Železné Rudy. V provozu je od roku 1970.

## Stanice

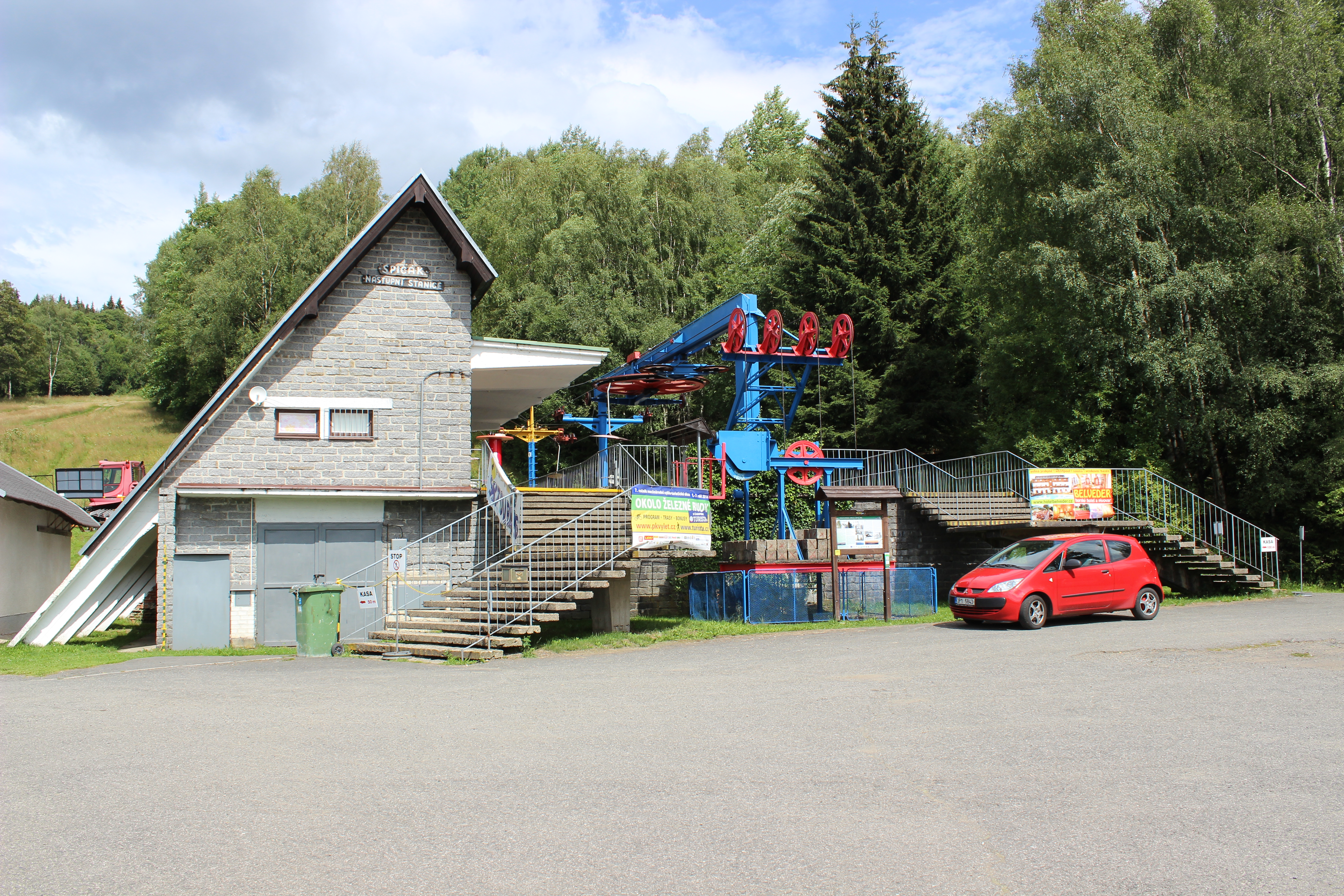
Špičák (858 m n. m.)
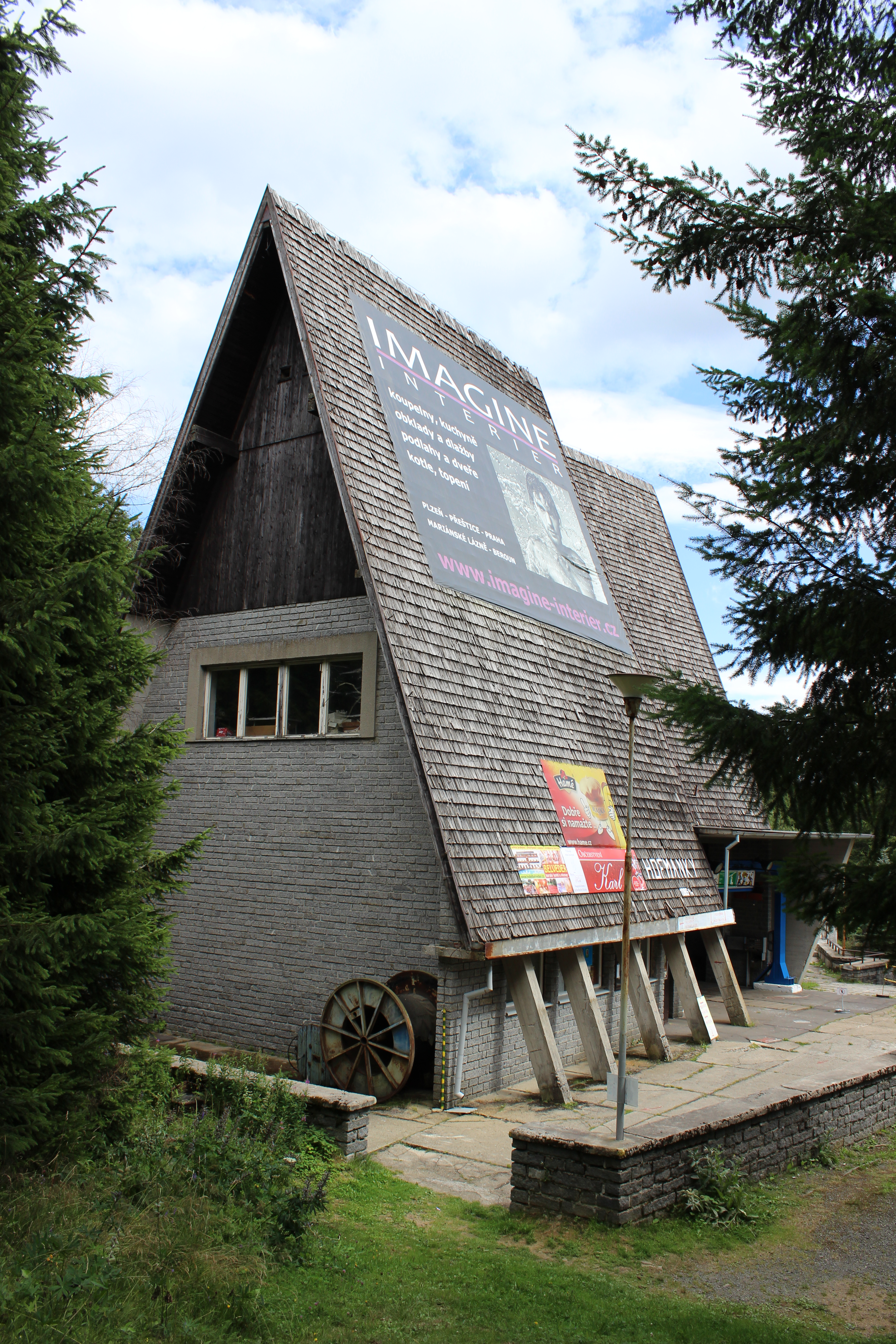
Hofmanova Bouda (1085 m n. m.)
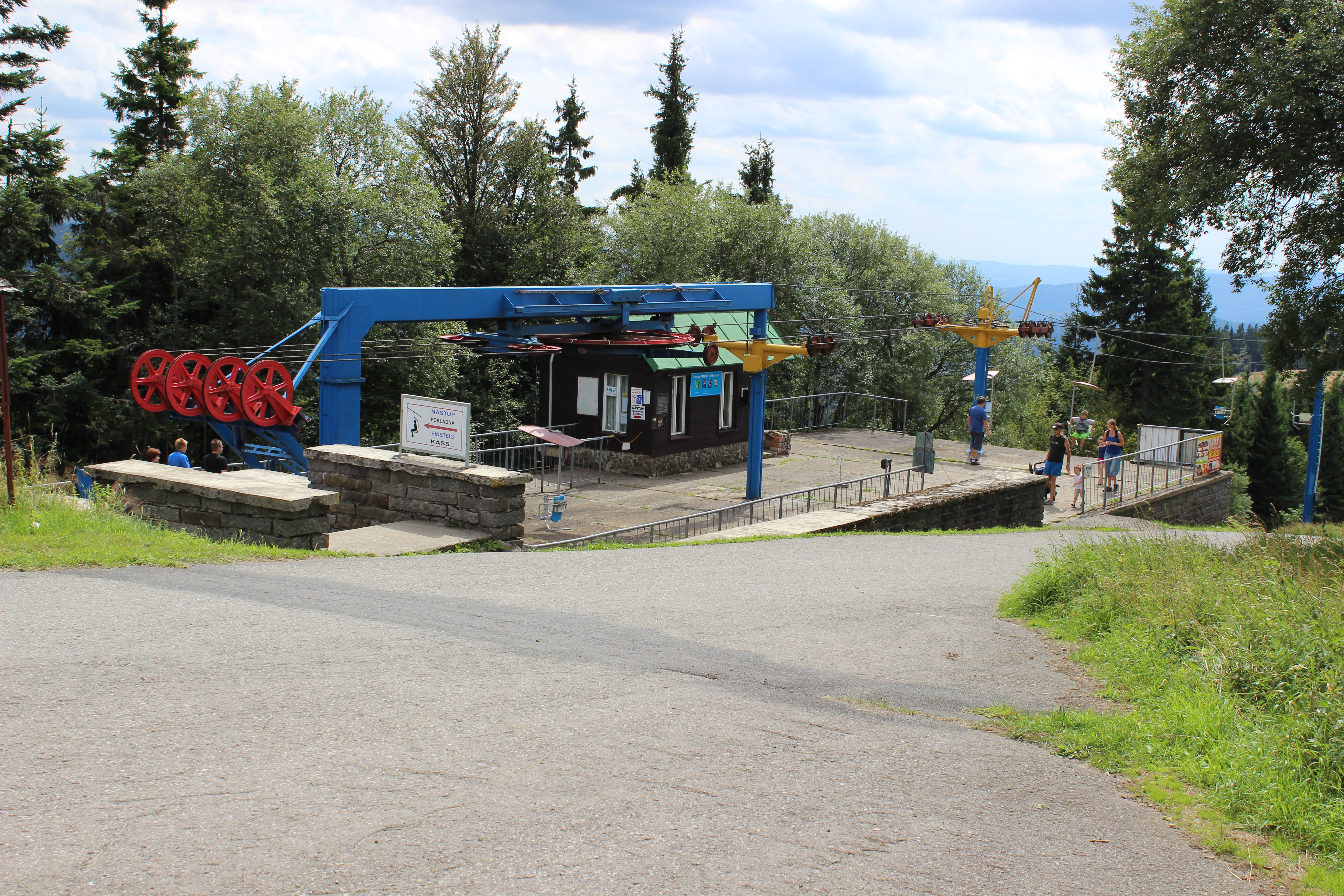
Pancíř (1206 m n. m.)

## Historie
O lanové dráze na vrchol Pancíře, kde se od roku 1923 nachází turistická chata vystavěná KČT, se uvažovalo již v polovině 30. let 20. století. Předběžný projekt kabinové lanovky byl vypracován na jaře 1936 firmou Františka Wiesnera z Chrudimi, která již měla se stavbou lanových drah zkušenosti (lanovky na Ještěd a Černou horu). Byly zvažovány dvě varianty trasování (od nádraží Špičák nebo od severního portálu železničního tunelu), teoreticky byla zvažována i varianta lanovky přímo ze Železné Rudy, ta ale byla kvůli technickým i správním problémům zamítnuta. Předválečný projekt však vyšuměl do ztracena.
Projekt současné dvouúsekové sedačkové lanovky vznikl v roce 1963. Práce na její stavbě začaly již o rok později, lanová dráha byla vyrobena v roce 1967 národním podnikem Transporta Chrudim (znárodněná Wiesnerova strojírna). Zkušební provoz byla zahájen na konci roku 1970, pravidelný v roce následujícím. Náklady na stavbu dosáhly 16 milionů Kčs. Lanovka na Pancíř se stala první lanovou dráhou vystavěnou na české straně Šumavy. V letech 1974–1979 proběhla rekonstrukce celé dráhy, náklady činily 2 miliony Kčs.

## Technické parametry
Lanová dráha na Pancíř je dvouúseková, skládá se tedy ze dvou na sobě nezávislých drah, které na sebe navazují ve střední stanici Hofmanova Bouda. V obou úsecích se jedná o jednosedačkovou visutou osobní lanovou dráhu, vyrobenou v roce 1967 a uvedenou do provozu roku 1970. Pohon obou úseků se nachází ve střední stanici.

### Úsek Špičák – Hofmanova Bouda
Dolní úsek spojuje Špičák (část města Železná Ruda) s Hofmanovou Boudou, nacházející se ve svahu Pancíře. Převýšení této dráhy činí 227 m (Špičák – 858 m n. m., Hofmanova Bouda – 1085 m n. m.), šikmá (skutečná) délka je 1483 m, vodorovná délka 1463 m. Maximální dopravní rychlost činí 2 m/s, doba jízdy je 12,4 min, přepravní kapacita 327 osob za hodinu. Na úseku ze Špičáku se nachází 134 jednosedaček.

### Úsek Hofmanova Bouda – Pancíř

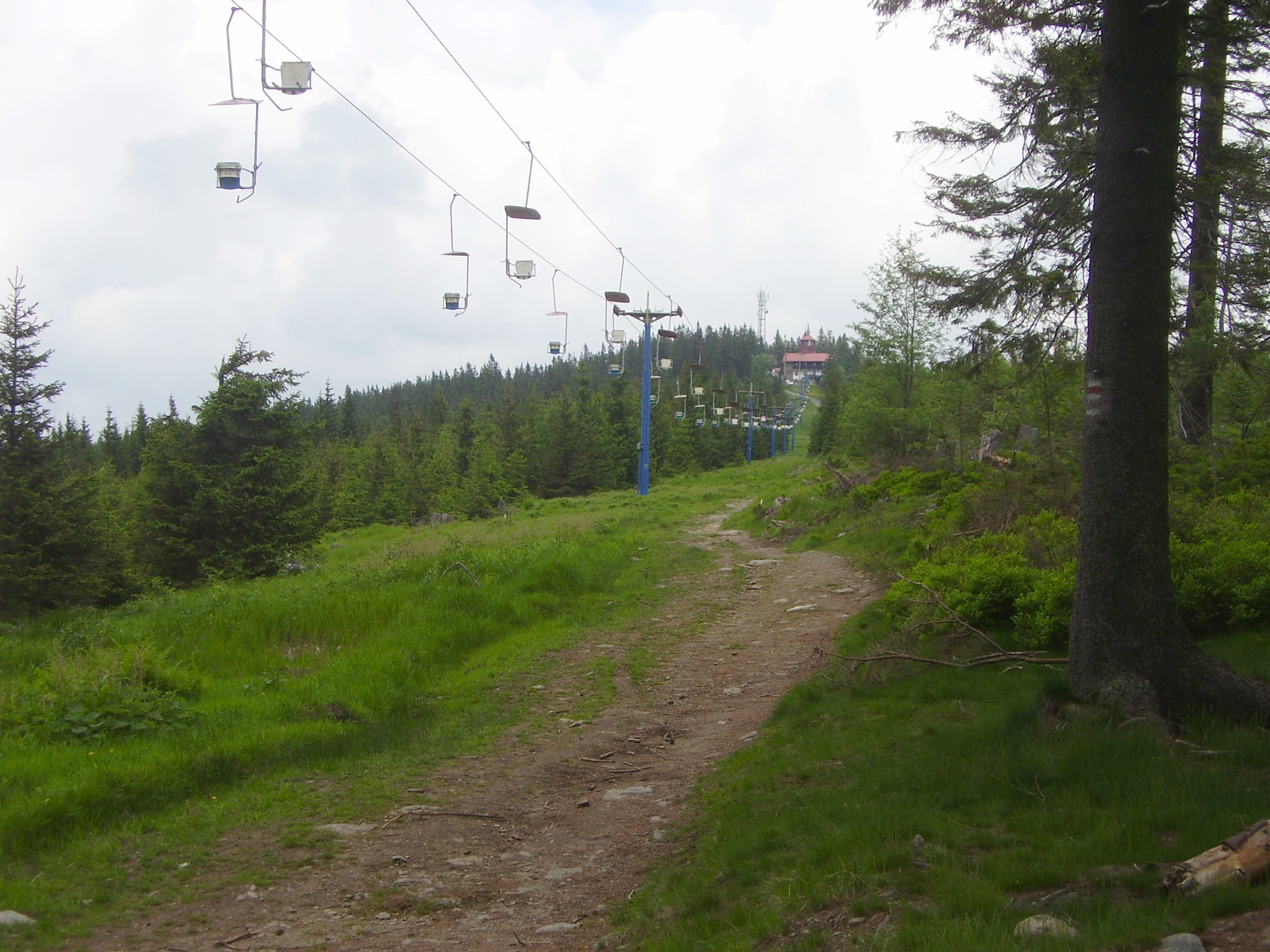
Pohled k vrcholu Pancíře z rozcestí nad Hofmanovou Boudou

Horní úsek spojuje mezistanici Hofmanova Bouda, nacházející se ve výšce 1085 m n. m., se stanicí Pancíř, umístěnou ve výši 1206 m n. m., tedy osm metrů pod vrcholem hory Pancíř. Převýšení úseku činí 121 m, jeho šikmá (skutečná) délka je 1256 m, vodorovná délka 1250 m. Na laně o průměru 28 mm se nachází 114 pevně uchycených jednomístných sedaček, maximální rychlost je 2 m/s a jízdní doba 10,5 min.

## Budoucnost
V budoucnu by měla proběhnout modernizace lanové dráhy v celé její délce. V dolním úseku by měla být postavena šestimístná kabinková lanovka, v horním úseku by se měla nacházet opět sedačková lanová dráha. Počítá se s celoročním využitím a s rozšířením celého lyžařského areálu. Podle jiného zdroje by měla být lanovka v dolním úseku sedačková, v horním kabinková. Město Železná Ruda požádalo o dotace z Regionálního operačního programu Evropské unie.

## Rozsah provozu
V roce 2008 jezdila lanovka celoročně, od středy do neděle od 9 do 16 hodin v 45minutovém intervalu. Během letních prázdnin od 1. července do 31. srpna každý den.